# Imran Lúza
Imran Lúza (Nantes, 1999. május 1. –) francia születésű marokkói válogatott labdarúgó, az angol Watford középpályása.

## Pályafutása

### Klubcsapatokban
Lúza a franciaországi Nantes városában született. Az ifjúsági pályafutását az Etoile du Cens csapatában kezdte, majd a Nantes akadémiájánál folytatta.
2019-ben mutatkozott be a Nantes első osztályban szereplő felnőtt keretében. 2021. július 1-jén hétéves szerződést kötött az angol első osztályban érdekelt Watford együttesével. Először a 2021. augusztus 21-ei, Brighton & Hove Albion ellen 2–0-ra elvesztett mérkőzésen lépett pályára. Első gólját 2022. október 8-án, a Blackpool ellen idegenben 3–1-es vereséggel zárult találkozón szerezte meg.

### A válogatottban
Lúza az U20-as és az U21-es korosztályú válogatottakban is képviselte Franciaországot.
2021-ben debütált a marokkói válogatottban. Először 2021. október 6-án, Bissau-Guinea ellen 5–0-ás győzelemmel zárult VB-selejtezőn lépett pályára és egyben megszerezte első válogatott gólját is.

## Statisztikák
2023. május 8. szerint
| Klub     | Szezon   | Osztály        | Bajnokság | Bajnokság | Kupa  | Kupa | Nemzetközi | Nemzetközi | Összesen | Összesen |
| Klub     | Szezon   | Osztály        | Meccs     | Gól       | Meccs | Gól  | Meccs      | Gól        | Meccs    | Gól      |
| -------- | -------- | -------------- | --------- | --------- | ----- | ---- | ---------- | ---------- | -------- | -------- |
| Nantes   | 2018–19  | Ligue 1        | 1         | 0         | 2     | 1    | —          | —          | 3        | 1        |
| Nantes   | 2019–20  | Ligue 1        | 24        | 2         | 4     | 2    | —          | —          | 28       | 4        |
| Nantes   | 2020–21  | Ligue 1        | 35        | 7         | 0     | 0    | —          | —          | 35       | 7        |
| Nantes   | Összesen | Összesen       | 60        | 9         | 6     | 3    | 0          | 0          | 66       | 12       |
| Watford  | 2021–22  | Premier League | 20        | 0         | 2     | 0    | —          | —          | 22       | 0        |
| Watford  | 2022–23  | Championship   | 21        | 5         | 0     | 0    | —          | —          | 21       | 5        |
| Watford  | Összesen | Összesen       | 41        | 5         | 2     | 0    | 0          | 0          | 43       | 5        |
| Összesen | Összesen | Összesen       | 101       | 14        | 8     | 3    | 0          | 0          | 109      | 17       |

### A válogatottban
| Válogatott | Év       | Pályára lépés | Gól |
| ---------- | -------- | ------------- | --- |
| Marokkó    | 2021     | 5             | 2   |
| Marokkó    | 2022     | 5             | 0   |
| Marokkó    | 2023     | 3             | 0   |
| Összesen   | Összesen | 13            | 2   |

#### Góljai a válogatottban
| # | Időpont            | Helyszín                              | Ellenfél      | Gólok | Eredmény | Kiírás               |
| - | ------------------ | ------------------------------------- | ------------- | ----- | -------- | -------------------- |
| 1 | 2021. október 6.   | Stade Moulay Abdallah, Rabat, Marokkó | Bissau-Guinea | 2–0   | 5–0      | 2022-es VB-selejtező |
| 2 | 2021. november 12. | Stade Moulay Abdallah, Rabat, Marokkó | Szudán        | 3–0   | 3–0      | 2022-es VB-selejtező |

## Sikerei, díjai
West Ham United
- UEFA Konferencia Liga
  - Győztes (1): 2022–23